# Wilhelm Hastedt
Friedrich Heinrich Wilhelm Hastedt (* 24. August 1835 in Harburg (Elbe); † 12. September 1904 nach anderer Quelle 14. September ebenda) war Brauereibesitzer und Mitglied des Deutschen Reichstags.

## Leben

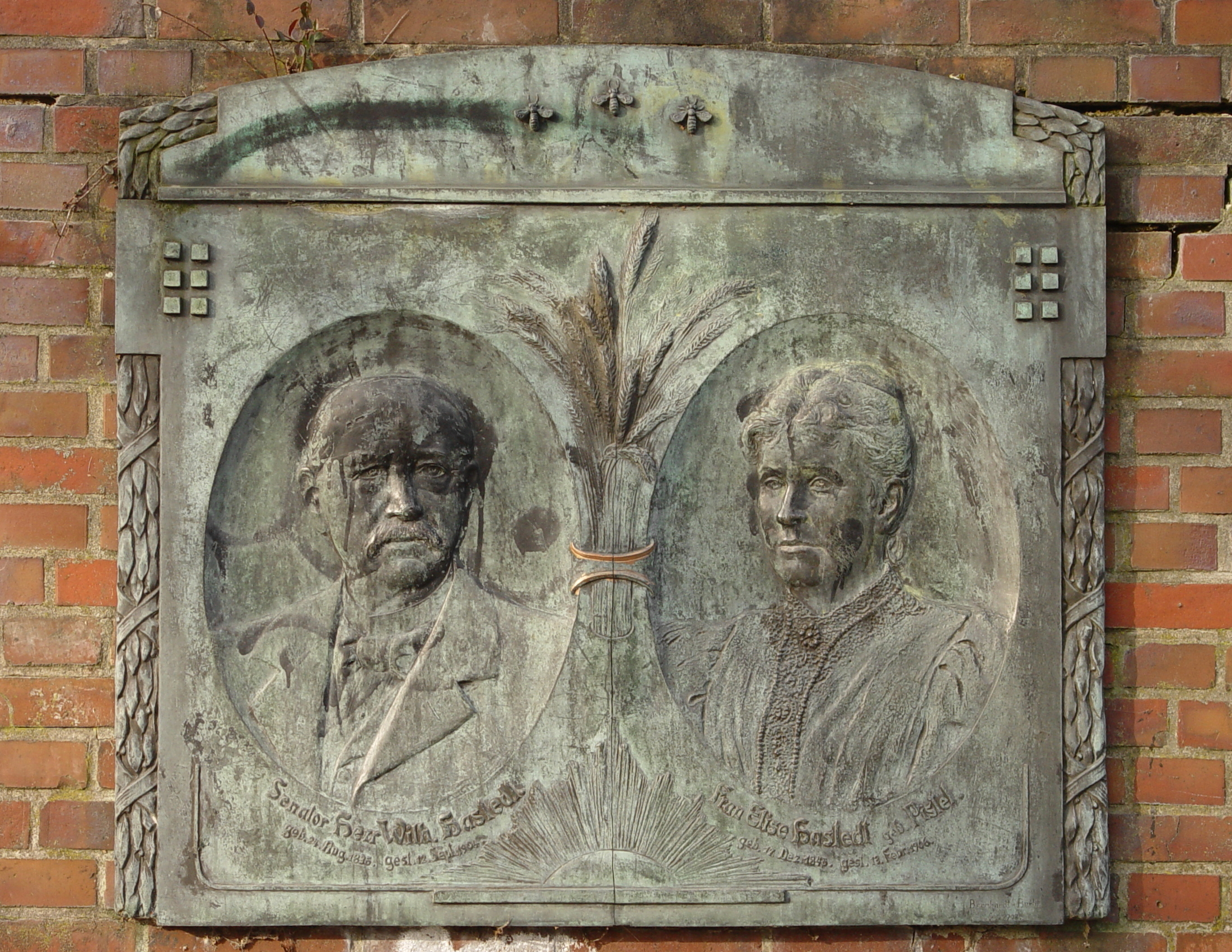
Gedenktafel in der Gazertstraße in Hamburg-Harburg

Hastedt besuchte die Realschule in Lüneburg. In seiner Heimatstadt Harburg (Elbe) gründete er 1867 eine Brauerei. Der seinerzeit in den Hang des Schwarzenbergs hinein gebaute Bierkeller von Hastedts Brauerei an der Buxtehuder Straße 35 besteht heute noch.
Ab 1871 war er dort Bürgervorsteher und ab 1873 Senator. 1887 kaufte er das Gut Wensin, um dort seine eigene Braugerste zu erzeugen; allerdings blieb der vorherige Besitzer, Johannes Schwerdtfeger, noch bis 1892 Pächter. Erst am 1. Mai 1892 übernahm Hastedt die Bewirtschaftung selbst. Das Gut ist heute noch im Besitz der Familie.
Von 1882 bis 1885 war er Mitglied des Preußischen Abgeordnetenhauses und von 1887 bis 1893 war er Mitglied des Deutschen Reichstags für den Wahlkreis Hannover 17 (Harburg, Rotenburg in Hannover, Zeven) und die Nationalliberale Partei.
Hastedt wurde auf Harburgs Altem Friedhof begraben und in Harburg wurden der Hastedtplatz, die Hastedtstraße und der Hastedtweg nach ihm benannt.
Sein Sohn Rudolph Hastedt (* 6. Juni 1876; † unbekannt) übernahm 1904 das Gut Wensin. 
Richard Hastedt (* 31. Dezember 1857; † 17. Januar 1939), Senator, war Weinhändler. Von 1912 bis 1919 war er Mitglied des Harburger Magistrats und von 1920 bis 1924 Vertreter der »Freikonservativen Partei«. Richard Hastedt war ein Vetter von Wilhelm Hastedt.